# Hydrillodes astigma
Hydrillodes astigma är en fjärilsart som beskrevs av Louis Beethoven Prout. Hydrillodes astigma ingår i släktet Hydrillodes och familjen nattflyn. Inga underarter finns listade i Catalogue of Life.